# (466729) 2014 YK22
(466729) 2014 YK22 es un asteroide perteneciente al cinturón de asteroides, descubierto el 25 de enero de 2006 por el equipo Spacewatch desde el Observatorio Nacional de Kitt Peak (Arizona, Estados Unidos).